# 瓦努瓦努區
瓦努瓦努區（西班牙語：Distrito de Huanuhuanu），是秘魯的一個區，位於該國南部阿雷基帕大區的卡拉韋利省，始建於1857年1月2日，面積708.52平方公里，海拔高度948米，2005年人口1,726，人口密度每平方公里2.4人。